# Isla Suriqui
Suriqui es una isla boliviana situada en el lago menor del lago Titicaca, perteneciente al Archipiélago de Wiñaymarca. Antiguamente era bajo conocida con el nombre de Isla Paqu. Administrativamente se encuentra en el municipio de Puerto Pérez de la provincia de Los Andes en el departamento de La Paz. Es un sitio turístico notable, donde se fabrican las balsas de totora, recurso natural que permitió al hombre andino navegar en el lago desde épocas remotas.

## Características
La isla tiene unas dimensiones máximas de 3,7 km de largo por 2,2 de ancho y una superficie aproximada de 4,5 km². La isla se encuentra a una altitud promedio de 3.900 m s. n. m., mientras que el punto más alto de la isla se encuentra en el Cerro Silinkoyo, a 4.078 m s. n. m. en la parte oeste de la isla.
Una de las actividades mas conocidas de sus habitantes es la construcción de balsas y otros artículos de totora., como artesanías de totora. 